# Goran Vujević

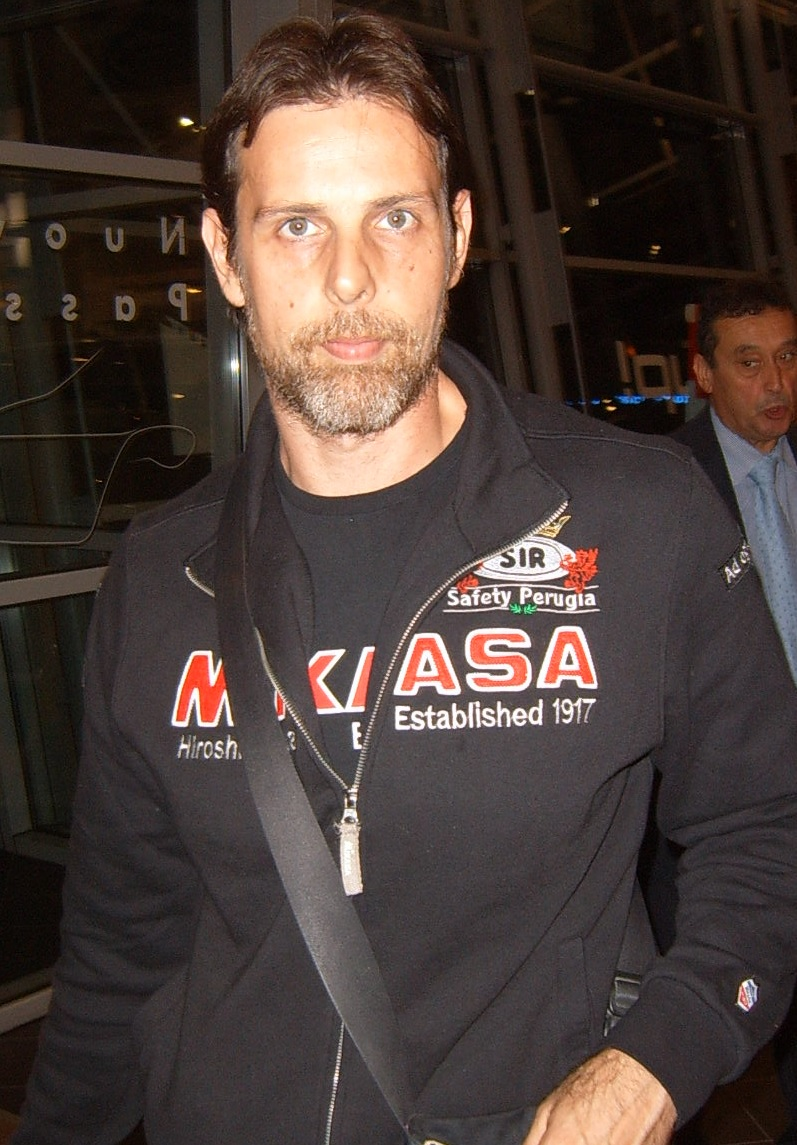
Goran Vujević (2013)

Goran Vujević (kyrillisch Горан Вујевић) (* 27. Februar 1973 in Cetinje, Jugoslawien) ist ein ehemaliger serbischer Volleyballspieler, Olympiasieger und Europameister.
Er ist 1,92 Meter groß und spielte Annahme/Außenangriff. Er galt als hervorragender Techniker und macht seine vergleichsweise geringe Körpergröße durch ein hohes Maß an Sprungkraft, Schnelligkeit und Spielwitz wett. Er beendete seine aktive Karriere bei Sir Safety Perugia zur Saison 2014/15.

## Vereine
| Verein               | Land                                | Von       | Bis       |
| -------------------- | ----------------------------------- | --------- | --------- |
| OK Partizan Belgrad  | Jugoslawien/ Serbien und Montenegro | 1990–1991 | 1995–1996 |
| Colmark Brescia      | Italien                             | 1996–1997 | 1996–1997 |
| Conad Ferrara        | Italien                             | 1997–1998 | 1997–1998 |
| Olympiakos Piräus    | Griechenland                        | 1998–1999 | 1998–1999 |
| Bossini Montichiari  | Italien                             | 1999–2000 | 1999–2000 |
| Prisma Volley Tarent | Italien                             | 2000–2001 | 2001–2002 |
| Latina Volley        | Italien                             | 2002–2003 | 2003–2004 |
| Trentino Volley      | Italien                             | 2004–2005 | 2004–2005 |
| Umbria Volley        | Italien                             | 2005–2006 | 2008–2009 |
| Andreoli Latina      | Italien                             | 2009–2010 | 2010–2011 |
| Sir Safety Perugia   | Italien                             | 2011–2012 | 2014–2015 |

## Titel
Im Verein:
- Jugoslawische Meisterschaft: 1991
- Griechische Meisterschaft: 1999
- Griechischer Cup: 1999

In der Nationalmannschaft von Serbien-Montenegro:
- Olympiasieger 2000 in Sydney
- Europameister 2001 in Ostrava

## = Weblinks
=
- Profil bei Volleybox

| Personendaten    | Personendaten                                |
| ---------------- | -------------------------------------------- |
| NAME             | Vujević, Goran                               |
| ALTERNATIVNAMEN  | Горан Вујевић (kyrillisch)                   |
| KURZBESCHREIBUNG | serbisch-montenegrinischer Volleyballspieler |
| GEBURTSDATUM     | 27. Februar 1973                             |
| GEBURTSORT       | Cetinje, Jugoslawien                         |